# Çıta
Çıta è il nono album di Emre Altuğ, pubblicato nel gennaio 2016.

## Tracce
1. Çıta
2. Dokunduğun Gibi
3. Çok Ayıp
4. Çıta (remix)
5. Dokunduğun Gibi (remix)